# Monte Iacci
Il Monte Iacci è un rilievo dei Monti Reatini che si trova nel Lazio, nella provincia di Rieti, nel comune di Posta.